# Kichwa
Le kichwa ou quichua est une langue amérindienne proche du quechua, parlée essentiellement en Équateur, mais aussi par certaines populations du sud de la Colombie (le peuple Inga) et du nord du Pérou (dans la vallée du Napo). Apparentée au quechua péruvien, elle s'en distingue par plusieurs caractéristiques importantes, dont l'absence de suffixes possessifs. Le kichwa est une langue agglutinante, qui possède de nombreuses variantes régionales, avec en particulier des différences très significatives entre le kichwa d'Amazonie, parlé dans l'est de l'Équateur (provinces du Napo et du Pastaza), et les différentes variantes parlées dans la Sierra. Reconnu, ainsi que le Shuar, comme « langue de communication interculturelle » par la Constitution équatorienne de 2008, le kichwa est enseigné en Équateur dans de nombreuses écoles bilingues, et une tentative de normalisation de l'orthographe et de la langue depuis la fin des années 1990 a abouti à la création du « kichwa unifié ».

## Caractéristiques linguistiques

### Vocabulaire de base
| Mot français | Quechua de Cuzco | Kichwa    |
| ------------ | ---------------- | --------- |
| terre        | hallp'a          | allpa     |
| ciel         | hanaqpacha       | hawapacha |
| eau          | unu              | yaku      |
| feu          | nina             | nina      |
| homme        | runa             | kari      |
| femme        | warmi            | warmi     |
| manger       | mikhuy           | mikuna    |
| boire        | upyay            | upllana   |
| grand        | hatun            | hatun     |
| petit        | huch'uy          | uchilla   |
| nuit         | tuta             | tuta      |
| jour         | p'unchaw         | puncha    |

### Noms et suffixes portant sur les noms
En kichwa, la fonction des noms et des pronoms dans une phrase est précisée par un suffixe ajouté en fin de mot, d'une façon analogue aux déclinaisons latines. Contrairement au latin, tous les noms et pronoms se « déclinent » de la même façon. 
- Le nominatif est rendu par le suffixe ka, qui marque le sujet de la phrase. Il peut parfois être omis, en particulier quand cela n'induit pas d'ambigüité sur le sens de la phrase. Allkuka mikun (le chien mange)
- L'accusatif est rendu par le suffixe ta, qui désigne l'entité sur laquelle porte l'action décrite par le verbe. Allkuka aychata mikun (le chien mange de la viande)
- Le génitif est rendu par le suffixe pak : paypak allku (son chien), Rosapak allku (le chien de Rosa)
- Le datif est rendu par le suffixe man. Rosaka paypak allkuman aychata karan (Rosa donne de la viande à son chien)
- L'ablatif est rendu par une variété de terminaisons correspondant aux différents compléments circonstanciels possibles : de lieu ou de temps (Wasipi, à la maison, shamuk watapi, l'année prochaine), de provenance (wasimanta, venant de la maison), de destination (wasiman, vers la maison), d'accompagnement (paypak kusawan, avec son mari) etc.

Le pluriel est formé par l'ajout du suffixe kuna : allkukuna signifie ainsi des chiens. La notion de genre est inopérante en kichwa. Toutefois, quand il est important de préciser le genre d'un nom, celui-ci peut être précédé de warmi (femme) ou kari (homme). Par exemple, allku signifie chien, sans précision de genre, warmi allku, chienne, et kari allku, chien mâle. Dans le cas où le nom est au pluriel, le morphème marquant la fonction du nom (ou du pronom) vient après la marque du pluriel (-kuna). Par exemple, ñukaka shuk allkuta charini (j'ai un chien), devient ñukaka allkukunata charini (J'ai des chiens).
Certains suffixes permettent de transformer un nom en un autre nom, -yuk qui marque la possession : allpa signifie terre, allpayuk signifie propriétaire terrien. Le diminutif, souvent affectueux, est marqué en kichwa par le suffixe '-ku', qui sert également à nommer les jeunes animaux. Par exemple, allkuku pour chiot, ou petit chien, ñuka paniku pour ma sœur, dans la bouche d'un homme, et avec un sens affectueux. Ce diminutif est également applicable à certains adjectifs, par exemple, uchillaku signifiera tout petit, ñutuku pourra signifier très doux, ou très tendre.
Le suffixe -china permet quant à lui d'exprimer l'action de fabriquer un objet. Ainsi, wasi signifiant maison, wasichina signifie construire une maison.

## Adjectifs
Les adjectifs qualificatifs utilisés comme épithètes se placent en kichwa avant le nom qu'ils qualifient. Ils sont invariables, ne portant ni la marque du pluriel (kuna), ni marque de genre. Des chiens blancs traduira ainsi par yurak allkukuna (et non yurakkuna allkukuna). Utilisés comme attribut du sujet, ils se placent entre le sujet et le verbe, et portent généralement le suffixe -mi indiquant l'affirmation (kay allku yanami kapan : ce chien est noir). Dans le cas où l'attribut est utilisé comme négatif, l'adjectif porte le suffixe -chu pour indiquer la négation (kay allku mana yanachu kapan: ce chien n'est pas noir).
Les adjectifs peuvent également porter le diminutif -ku (kay allku uchillami kapan: ce chien est petit, kay allku uchillakumi kapan: ce chien est tout petit), ainsi que le suffixe -lla (« seulement ») qui tempère ou nuance le sens de l'adjectif (allillami kani: je vais assez bien, sans plus).

### Verbes
En kichwa, le verbe indiquant l'action principale vient en fin de phrase, tous les autres éléments de la phrase (sujet, compléments, éventuelles propositions subordonnées) viennent avant ce verbe. 
Le sens des verbes peut être modifié par l'insertion avant la terminaison d'un ou plusieurs morphèmes modifiant le sens du mot. Selon Luis Cordero Crespo, il existe ainsi six morphèmes différents, qui sont les suivants : -ku indique que l'action est en cours ou en progrès (yachana : savoir, yachakuna : apprendre - littéralement, être en train de savoir), -chi indique que le sujet n'exécute pas l'action mais la fait exécuter par quelqu'un d'autre (yachana : enseigner - littéralement, faire savoir), -naku indique que l'action se réalise entre plusieurs personnes (llankana, travailler, llankanakuna, travailler à plusieurs), -wa indique que l'action du verbe porte sur la première ou la deuxième personne du singulier (karanki : tu donnes, karawanki : tu me donnes), -mu que l'action s'exécute de façon répétée ou qu'on exécute de nouveau une action qui a déjà été faite dans le passé, -ri indique que l'action est réflexive (armana : laver, armarina : se laver), -kri indique que l'on doit se déplacer pour effectuer l'action (armarikrina, aller se laver). La possibilité de combiner plusieurs de ces morphèmes pour préciser le sens d'un verbe permet de former à partir d'un même radical verbal plusieurs dizaines de verbes dérivés, ce qui donne une grande flexibilité à la langue kichwa.
La conjugaison en kichwa se fait par l'ajout de désinences au radical du verbe. Le kichwa compte six pronoms qui précédent le verbe, sans distinction de genre. Le verbe kawsana (vivre), dont le radical est kawsa-, se conjugue au présent de la manière suivante :
|                 | Présent              | Passé simple            | Futur                |
| --------------- | -------------------- | ----------------------- | -------------------- |
| 1re pers. sing. | Ñuka kawsani         | Ñuka kawsarkani         | Ñuka kawsasha        |
| 2e pers. sing.  | Kan kawsanki         | Kan kawsarkanki         | Kan kawsanki         |
| 3e pers. sing.  | Pay kawsan           | Pay kawsarka            | Pay kawsanka         |
| 1re pers. plur. | Ñukanchik kawsanchik | Ñukanchik kawsarkanchik | Ñukanchik kawsashun  |
| 2e pers. plur.  | Kankuna kawsankichik | Kankuna kawsarkankichik | Kankuna kawsankichik |
| 3e pers. plur.  | Paykuna kawsan       | Paykuna kawsarkan       | Paykuna kawsanka     |

D'autres temps existent, dont le passé continu. Le participe présent se forme par l'addition du suffixe shpa au radical verbal, le participe passé à l'aide du suffixe shka. Dans certaines régions, dont la province d'Imbabura, est utilisée une forme courtoise du tutoiement : kikin kawsapanki (tutoiement de courtoisie, au singulier), kikinkuna kawsapankichik (tutoiement de courtoisie, au pluriel).
Les verbes peuvent en général être substantivés en apposant la terminaison -k au radical : alli kawsak, celui qui vit bien, yachak, celui qui sait (mot par lequel sont désignés les chamanes en kichwa). C'est par ce procédé que sont formés en particulier les noms de métier (tarpuk, celui qui sème - l'agriculteur, wasichik, le maçon etc.).

### Graphies
L'alphabet utilisé par le dictionnaire de Luis Cordero Crespo, écrit à la fin du XIXe siècle, utilise 21 consonnes (b, c, ch, d, g, h, j, l, ll, m, n, ñ, p, q, r, s, sh, t, y, z, zh). La prononciation de ces consonnes est similaire à celle de l'espagnol, à l'exception de sh (qui se prononce de façon identique au sh anglais) et de zh (qui se prononce comme le j français). Le quichua équatorien, outre ses caractéristiques grammaticales, se différentie du quechua péruvien et bolivien par la prédominance des consonnes douces (g, d) sur les consonnes dures (k, t).
Le kichwa ayant été une langue orale durant la majeure partie de son existence, ce n'est qu'avec le début de l'enseignement bilingue (kichwa-espagnol) en Équateur au cours des années 1980 que l'orthographe du kichwa est progressivement normalisée, un processus rendu difficile par les nombreuses variantes régionales de cette langue. Ce processus est pris en charge tout d'abord par la Direction nationale de l'éducation bilingue, puis par l'Académie de la Langue Kichwa (ALKI) à partir de 2004. Actuellement, dans le « kichwa unifié » mis au point par l'ALKI et la DINEIB, l'alphabet compte dix-huit lettres, dont quinze consonnes. Les voyelles sont a, i et u, les consonnes c, h, k, l, ll, m, n, ñ, p, r, s, sh, t, u, w, y. L'existence de la lettre ts en début de mot est également reconnue, exclusivement pour les cas de mots anciens (dits pré-incas ou proto-kichwas) ayant persisté dans la langue actuelle. Certaines de ces lettres peuvent représenter différents sons suivant le contexte et les dialectes régionaux. Le nom de la langue dans cet alphabet normalisé s'écrit ainsi « kichwa », et non plus « quichua », orthographe qui était plus courante jusqu'alors.

## Usage du kichwa

### Démographie et localisation des locuteurs
Cette langue est essentiellement parlée par les kichwas, l'une des treize nationalités indigènes d'Équateur. Les locuteurs de kichwa se trouvent tout au long de la cordillère des Andes en Équateur, avec des populations particulièrement importantes dans l'Imbabura, le Chimborazo et le Cañar, ainsi qu'en Amazonie, en particulier dans les provinces du Napo et du Pastaza.
Selon le recensement de 2001, 451 783 parlaient le kichwa à cette date, plus de la moitié vivant dans les provinces du Chimborazo (125 771, Imbabura (62 079) et Cotopaxi (50 070), dans la Sierra. Les populations kichwa de l'Oriente se trouvent quant à elles principalement dans les provinces du Napo (37 166), de l'Orellana (21 073 et du Pastaza (13 813). Parmi les provinces de la Costa, la province du Guayas (dont la capitale est Guayaquil, plus grande ville du pays) est celle qui compte la population la plus importante de locuteurs de kichwa (13 261).
Au Pérou, le kichwa est parlé par certaines populations du nord du pays, en particulier dans les départements de Loreto et San Martin. L'une de ses variantes est le kichwa du lamas (en), parlé par les Llacuash (es) dans la Province de Lamas.
En Colombie, le kichwa inga est parlé par les Ingas du sud du pays. Il se divise en deux variantes principales, l'une parlée dans le département du Nariño et dans le haut Putumayo, l'autre parlée dans le bas Putumayo

### Le kichwa dans la culture et la littérature
Plusieurs poètes ont publié en kichwa. C'est par exemple le cas d'un ancien Président de la République d'Équateur, Luis Cordero Crespo, qui a publié à la fin du XIXe siècle plusieurs poèmes en kichwa dans la presse. L'un de ses poèmes, intitulé Rinimi, llagta ! (« je pars, Ô ma terre ») a été particulièrement remarqué, et est encore étudié dans les écoles équatoriennes. Au XVIIe siècle, le cacique kichwa Jacinto collahuaso compose une élégie intitulée Atahualpa huañuy, en souvenir de la mort du dernier souverain inca. Plus récemment, le poète et sociologue Ariruma Kowii a publié plusieurs recueils de poésie dont Mutsuktsurini, en 1988.
Il existe également une riche littérature orale en kichwa, avec en particulier de nombreux quatrains portant sur des thèmes très variés (l'amour, la mort, la sagesse, la religion, l'alcool, le mariage etc.), l'écrivain équatorien Juan León Mera a regroupé plusieurs de ces quatrains dans son ouvrage Cantares del pueblo ecuatoriano (1892), comme celui qui suit:
| Nina shina llinllinnishpa Chukchukchinmi kampak ñawi; Ama chasna rikuraychu Ruparishpa wañushami | Crépitant comme le feu Tes yeux me font trembler; Ne me regarde donc pas ainsi Tu me feras mourir brûlé |

La transmission orale de contes est restée très vivante jusqu'au XXe siècle, un grand nombre de ces contes transmis en kichwa sont des contes burlesques ayant pour héros un lapin rusé qui se joue d'un loup, d'autres contes relatent l'histoire mythique des montagnes et des lacs, expliquant leur formation dans les temps anciens ou leurs amours. Beaucoup de ces contes ont été recueillis et ont fait l'objet de plusieurs publications écrites.
Le kichwa est également employé dans des paroles de chansons traditionnelles comme les « sanjuanitos » ou les « yaravís », et de nombreux groupes comme Ñanda mañachi, Charijayac ou Ñukanchik ñan se sont formés à partir des années 1980. Ces groupes chantent en espagnol ou en kichwa sur des musiques traditionnelles ou parfois plus expérimentales.

## Contacts avec l'espagnol

### Influence de l'espagnol sur le kichwa
Parmi les locuteurs de kichwa s'est développée un kichwa dit chapushka, mélangé avec des termes empruntés à l'espagnol. Dans l'exemple ci-dessous, les mots empruntés sont en caractère gras. Les verbes entender (« comprendre ») et poder (« pouvoir ») sont conjugués avec les terminaisons du kichwa, et les voyelles « e » et « o », absentes du kichwa, sont remplacées respectivement par « i » et « u » : 

« Asha ashalla intindini. Mana tukuyta intindiy pudini. 
(Je comprends un peu, un peu c'est tout. Je ne peux pas tout comprendre.) »

— Locuteur de la province du Cotopaxi, cité par Simeon Floyd
. Ce kichwa mélangé est le plus utilisé au quotidien. Pour les tenants d'un kichwa pur, rendu possible par l'introduction de néologismes pour traduire des mots habituellement exprimés en espagnol (avion, bateau, noms des douze mois de l'année etc.), ce mélange progressif avec l'espagnol est à l'origine d'une perte progressive de la langue. Le kichwa pur est selon eux une condition du maintien de la culture indigène, et le kichwa « chapushka » contribue au contraire à sa dégradation. Le kichwa pur est utilisé par des poètes et des écrivains. Peu pratiqué localement, il est diffusé par le système éducatif (auquel un nombre important des locuteurs kichwa n'ont qu'un accès réduit), et par certaines radios ou publications écrites. Il existe aussi dans des formes orales plus traditionnelles, liées à des rituels ou à la transmission de la littérature orale.

### Influence du kichwa sur l'espagnol d'Équateur
Le kichwa, comme plus généralement le quechua et d'autres langues autochtones d'Amérique latine a prêté de nombreux mots à l'espagnol. Certains de ces mots sont empruntés spécifiquement au kichwa, et non au quechua du Pérou, et sont utilisés par de nombreux équatoriens. Outre de nombreux noms de plantes, des mots courants comme chuchaki (« gueule de bois »), ñaña (mot employé par une personne de sexe féminin pour désigner sa sœur), étendu dans l'espagnol d'Équateur a ñaño (« frère »), canguil (« pop-corn »), chapa (« policier »), chaquiñan (« sentier »), cancha (« terrain de sport »), chakra (« terrain agricole »), etc..
Selon la Real Academia Española, le contact avec le kichwa en Équateur amène l'utilisation dans ce pays d'une forme extrême de Leísmo, c'est-à-dire de l'utilisation des pronoms : « en Équateur, le contact avec le quechua (appelé là-bas quichua) donne lieu à l'utilisation exclusive de le(s) [au lieu de la ou lo], et ce indépendamment de la fonction syntaxique que remplit le pronom ou du genre de son antécédent ». La RAE cite comme exemple de cet usage qu'elle considère incorrect une phrase de l'écrivain Jorge Icaza dans son roman Cholos (1938), « Le encontré acostada » (au lieu de La encontré acostada). Cette influence touche également la syntaxe de l'espagnol pratiqué en Équateur, avec des formes comme Dame pasando un vaso de agua (littéralement, donne-moi en faisant passer un verre d'eau - fais-moi passer un verre d'eau). Cette forme est la traduction littérale d'une syntaxe très utilisée en kichwa (yakuta yallichishpa karaway).